# Cavriana
Cavriana – miejscowość i gmina we Włoszech, w regionie Lombardia, w prowincji Mantua.
Według danych na rok 2004 gminę zamieszkiwało 3649 osób, 101,4 os./km².